# Bataille de Maguey
Guerre d'indépendance du Mexique
La Bataille de Maguey est une action militaire de la guerre d'indépendance du Mexique qui eut lieu le 2 mai 1811, dans la localité de El Maguey, dans l'État d'Aguascalientes. Les insurgés sous le commandement du général Ignacio López Rayón furent défaits par les troupes royalistes du général Miguel Emparan.
À la sortie de Rayón, le brigadier Miguel Emparan avec 3 000 hommes et les colonels García Conde et conde de Casa Rul pour seconds, arrivèrent à l'aube du 3 mai aux abords immédiats du ranch de Maguey.
Rayón envoya son infanterie, ses équipages et l'arrière de sa troupe à la population de La Piedad (municipio) (es) où il resta avec 14 canons et un escadron de cavalerie pour arrêter l'avance ennemie et laisser du temps pour le retrait des arrières de l'infanterie. Emparan ouvrit le feu auquel il fut progressivement répondu. Rayón resta d'abord en position de bataille puis se mit en formation semi-circulaire et finalement en marteau, du fait de la position ennemie.
Profitant du désordre général, Rayón quitta la bataille. Emparan continua son attaque puis s'empara des canons abandonnés.

## Source de la traduction
- (es) Cet article est partiellement ou en totalité issu de l’article de Wikipédia en espagnol intitulé « Batalla del Maguey » (voir la liste des auteurs).